# Aloeides merces
Aloeides merces е вид пеперуда от семейство Синевки (Lycaenidae). Видът е уязвим и сериозно застрашен от изчезване.

## Разпространение и местообитание
Разпространен е в Южна Африка (Квазулу-Натал и Мпумаланга).
Обитава хълмове и ливади.